# Cyrtopeltocoris albofasciatus
Cyrtopeltocoris albofasciatus är en insektsart som beskrevs av Reuter 1876. Cyrtopeltocoris albofasciatus ingår i släktet Cyrtopeltocoris och familjen ängsskinnbaggar. Inga underarter finns listade i Catalogue of Life.